# Klassisches Gälisch
Klassisches Gälisch (Gaoidhealg; ISO-639-3-Code [ghc]) war eine gemeinsame literarische Form des Gälischen, die vom 13. Jahrhundert bis zum 18. Jahrhundert in Schottland und Irland verwendet wurde.
Die ersten schriftlichen Anzeichen dafür, dass Schottisch-Gälisch vom Irischen abgewichen ist, finden sich bereits in den Anmerkungen des Buches der Hirsche aus dem 12. Jahrhundert. Aber Schottisch-Gälisch hatte keine standardisierte Form und erschien erst 1767 in bedeutendem Umfang im Druck, als das Neue Testament ins Schottisch-Gälische übersetzt wurde. Foirm na n-Urrnuidheadh von John Carswell, eine Adaption von Book of Common Order von John Knox, war das erste Buch, das entweder in Schottisch oder Irisch-Gälisch gedruckt wurde.

## Grammatik
Die Grammatik des klassischen Gälischen ist in einer Reihe von grammatikalischen Traktaten niedergelegt, die von Muttersprachlern verfasst wurden und dazu bestimmt sind, Studentenbarden, Rechtsanwälten, Ärzten, Verwaltungsbeamten, Mönchen usw. in Irland und Schottland die kultivierteste Form der Sprache beizubringen. Die Traktate wurden von Osborn Bergin als Beilage zu Ériu zwischen 1916 und 1955 herausgegeben.